# G7 (entreprise)
Pour les articles homonymes, voir G7.
 (juillet 2018).
Si vous disposez d'ouvrages ou d'articles de référence ou si vous connaissez des sites web de qualité traitant du thème abordé ici, merci de compléter l'article en donnant les références utiles à sa vérifiabilité et en les liant à la section « Notes et références ».
G7 (anciennement Taxis G7) est une compagnie de taxis parisiens créée en 1905. Ce nom fait référence au garage numéro 7 (G7) se situant à Saint-Ouen, devenu l'immatriculation officielle, se terminant par un G (garage) et un 7 (N°), enregistré par la préfecture de Police de Paris.
En 1964 est créé le premier central radio G7 (Le premier central radio-taxi est "Radio-Taxi", qui deviendra "Taxis-Bleu"). Au fil des ans la compagnie prend le contrôle d'une bonne part des sociétés de taxis parisiens. Dans les années 2010, pour faire face à la concurrence des VTC, la société mère regroupe ses filiales sous le seul label de G7 avec pour slogan « La ville est belle » et elle adopte la couleur noire pour tous ses véhicules (Depuis les débuts, les véhicules de la société étaient rouge et noir. Cette habitude, qui rendait difficile la revente des véhicules, avait été abandonnée).

## Histoire

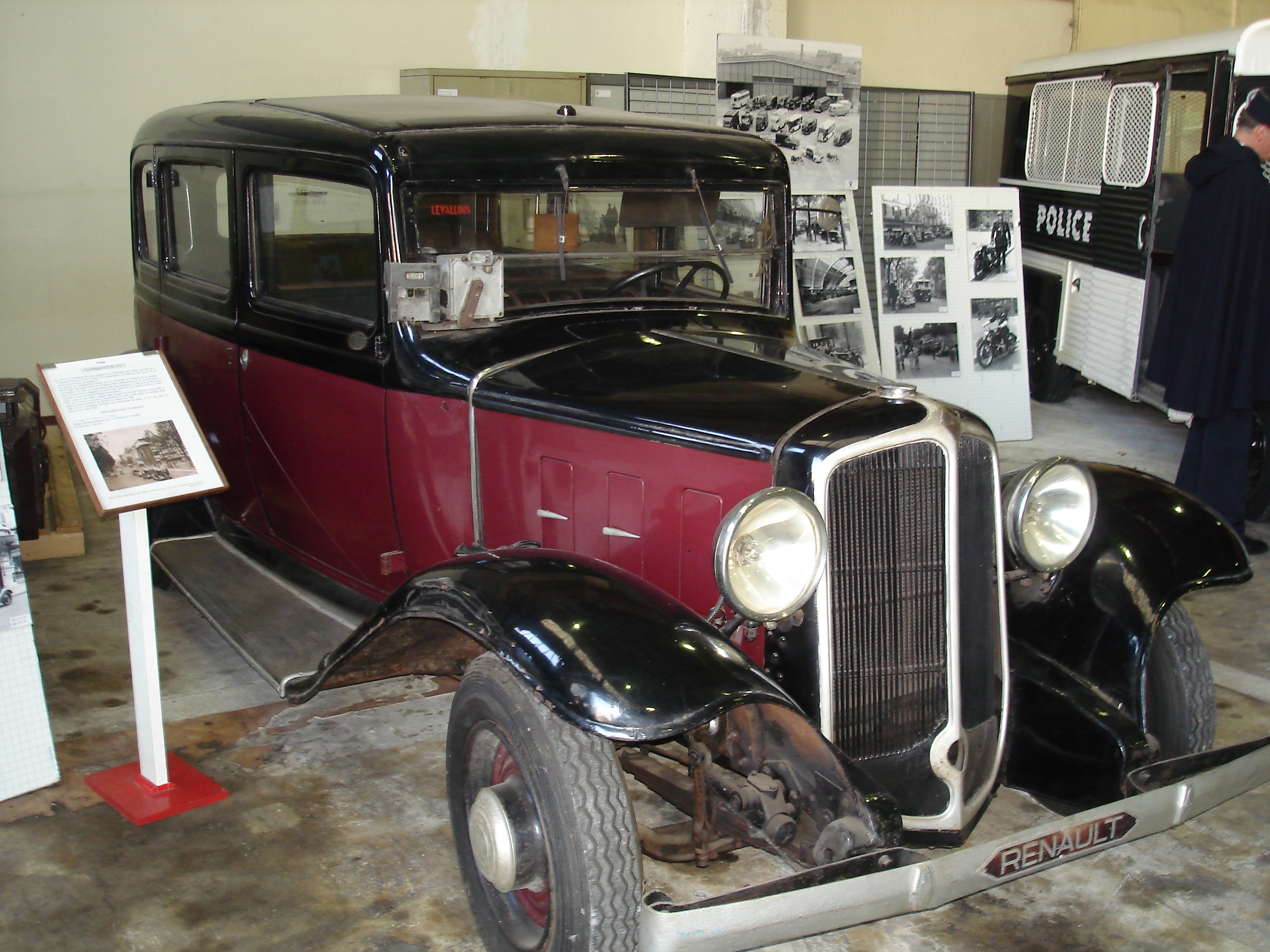
Taxi Renault KZ (1933), aux couleurs G7.

La « Compagnie française des automobiles de place », est créée le 4 mars 1905 à l'initiative du comte André Walewski, du baron Rognat et de la banque Mirabaud & Cie. Le nom G7 est celui attribué par la préfecture lors de l'immatriculation de la Compagnie. La compagnie choisit, après avoir mené des essais comparatifs, de s'équiper en Renault Type AG. La production de ces véhicules débute l'année même aux usines du constructeur à Billancourt.
En 1914, la société absorbe la Compagnie des autos-fiacres. Pendant la Première Guerre mondiale, en 1914, les taxis G7, comme tous les taxis parisiens, sont réquisitionnés, et jouent un rôle important lors de l'épisode dit des  « taxis de la Marne » en transportant des soldats français de Paris vers le front, alors que l'armée allemande menace la capitale. Le 6 septembre 1914, 630 taxis transportent chacun 5 à 6 hommes à leur bord, direction la Marne pour contrer l’offensive de l’armée allemande. Approximativement 3000 soldats partent ainsi au front à Silly-le-Long et Nanteuil-Le-Haudouin.
En 1922, la société passe sous le contrôle de Renault. Pour plus des trois-quarts, les véhicules produits, soit 1 878 exemplaires, sont des dérivés taxis de la Renault KZ, de couleurs rouge et noir. En 1933, ils sont remplacés par une version taxi de la Renault Vivaquatre, qui circulent dans Paris jusqu'aux années 1950. En 1958, la compagnie est absorbée par la Société de Banque et de Participation, puis par le constructeur automobile Simca. En 1960, alors que la société connaît des difficultés financières, André Rousselet, alors cadre chez Simca, en prend le contrôle et la redresse,,.
En 1964 est créé le premier central radio G7, permettant de mettre en relation les clients et les chauffeurs. De 1987 à 2000, Jean-Jacques Augier, inspecteur des finances, est vice-président, puis président-directeur général de la compagnie.
En 2010, la flotte de Taxi G7 compte 6 017 voitures (dont 309 véhicules hybrides) et 290 téléopérateurs travaillent pour la hotline.
En février 2015, une enquête de Dominique Nora, primée par le prix Erik Israelewicz, donne des éléments factuels pour comprendre le fonctionnement et le modèle économique des Taxis G7 et Taxis Bleus.
En mai 2016, pour faire face à l'émergence des VTC, la société revoit son identité en adoptant le nom G7 (ex-SNGT) et le slogan « La ville est belle ». La société se donne par ailleurs 3 ans pour renouveler sa flotte, tous les véhicules seront de couleur noire.
En 2017, le groupe Rousselet fusionne le central radio de G7 et celui de Taxis Bleus sous la marque G7, pour renforcer cette dernière, avec pour objectif de passer de 8 000 à 9 000 véhicules (sous contrat de fourniture de services), afin de réévaluer son niveau de service.

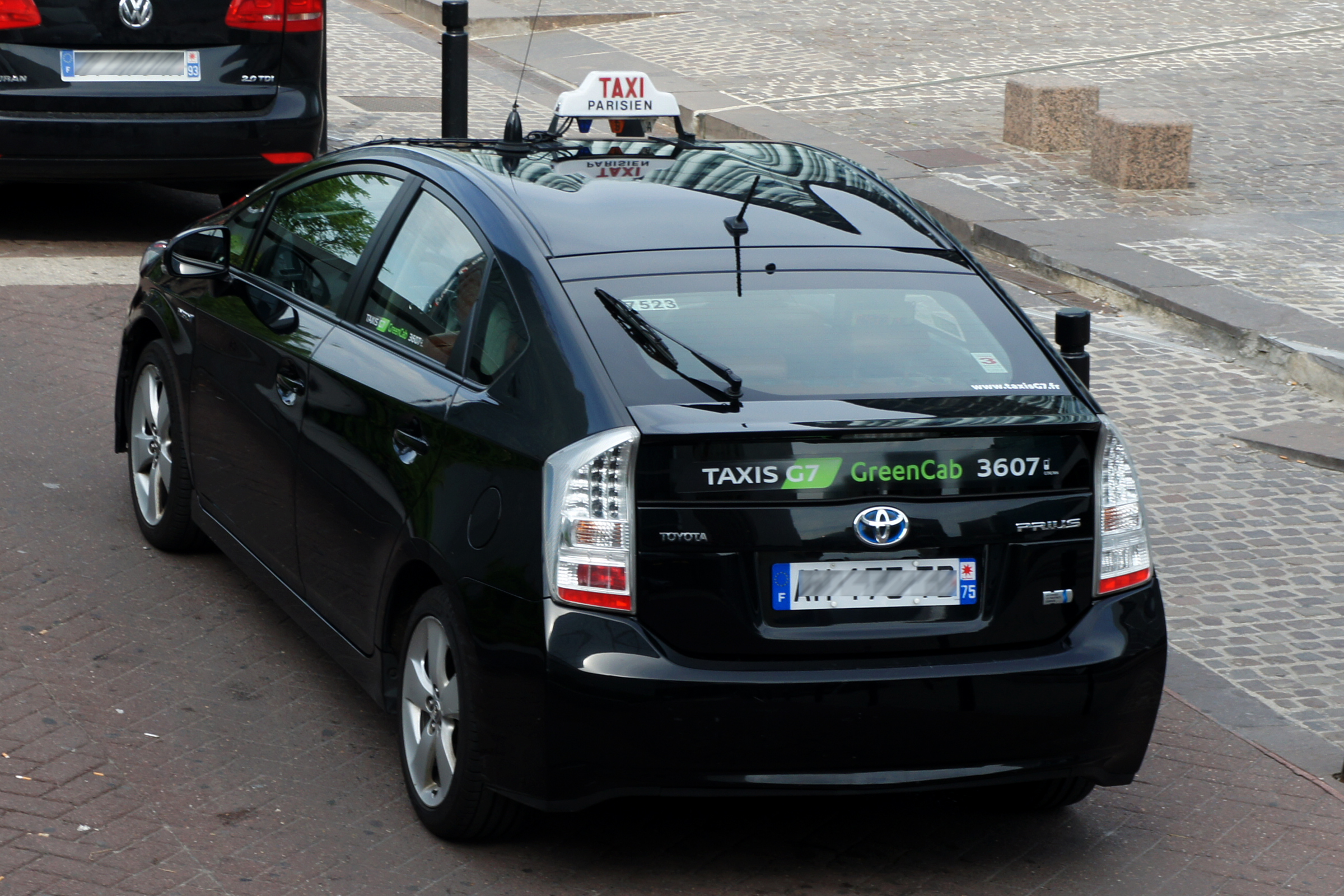
Taxis G7 électrique sur base de Toyota Prius

L'épidémie de coronavirus touche fortement l'industrie du taxi en 2020 et 2021. Le nombre de courses baisse à 10 % de son taux habituel le 17 mars 2020 et remonte progressivement durant le confinement. Nicolas Rousselet, PDG de l'entreprise, confie qu'un tiers des chauffeurs a maintenu leur activité au cours du premier confinement.

## Société G7

### Organisation
La société G7 est une filiale du Groupe Rousselet et est composée de 230 salariés en 2022. G7 anime 10 000 chauffeurs de taxis indépendants à Paris, 4 500 chauffeurs de taxi partenaires en province et transporte 33 millions de passagers par an.
G7 dispose de deux principales sources de revenus : des chauffeurs affiliés qui versent une redevance mensuelle fixe à G7 ; des clients passagers qui pour certains souscrivent des abonnements auprès de G7 afin d’accéder à des services additionnels adaptés à un usage fréquent du taxi.

### Gouvernance
- 1962-1987 : André Rousselet
- 1987-1996 : Jean-Jacques Augier
- 1996-2016 : Serge Metz
- depuis 2016 : Nicolas Rousselet

## Évolution de la flotte et des services

### Modification des standards de prestation
Depuis le milieu des années 2010, G7 a entrepris une montée en gamme de ses services : formation des chauffeurs à de nouveaux standards d’accueil, listes de véhicules autorisés pour les chauffeurs plus restrictive et déploiement du costume cravate sur la base des chauffeurs volontaires.
Des forfaits aéroports ont été mis en place et les frais d’approche sur réservation ont été forfaitisés.
Cette volonté de montée en gamme s’est également traduite par l’uniformisation de la couleur noire pour les véhicules de la flotte, une nouvelle signalétique et, conformément à la législation, un nouveau lumineux de toit avec des lumières rouges et vertes qui remplacent les anciennes lumières blanches peu visibles indiquant les tarifs A, B ou C.

### Élargissement et numérisation de l'offre de services
Cette section est promotionnelle ou publicitaire (mars 2025). Considérez son contenu avec précaution et/ou discutez-en.
G7 a lancé en 2004 le service G7 Access, une solution de transport destinée aux personnes à mobilité réduite. Ce service est composé de 500 véhicules PMR équipés de rampes d’accès  et de 2000 véhicules breaks avec un plancher bas en capacité d’accueillir les personnes à mobilité réduite transférables ou ne nécessitant pas de rampe. Pour soutenir le développement de sa flotte G7 Access, G7 a noué un partenariat avec Charlotte Fairbank, athlète paralympique et 3ème joueuse française de tennis-fauteuil. Ce choix tend à incarner l'ambition de G7 d'atteindre ses objectifs de 700 véhicules adaptés pour les passagers en fauteuil roulant à l’horizon 2024.
En complément, la flotte G7 Van compte en 2023 plus de 1000 véhicules de type Van. Ces véhicules proposent suffisamment d’espace pour accueillir un groupe de 7 personnes et permettent aux passagers de faire des économies pour se déplacer à plusieurs sans commander plusieurs taxis.
En 2007, la société lance « G7 Green », la plus grande flotte de taxis hybrides et électriques d’Europe qui représente 70 % des taxis G7 en 2023. 
G7 a lancé dès 2008 son application grand public de commande d’un taxi en France, la première à être capable de géo-localiser les taxis. Dans les années 2010, cette application fait l’objet de nombreuses évolutions et intègre le paiement dématérialisé, et le suivi d’approche du taxi. Le passager, qu'il soit usager occasionnel ou abonné, peut sélectionner ses préférences de voyage, par exemple le choix de type de véhicule.  L’application permet également de payer une course réalisée par un taxi G7 sans qu’il n’ait été commandé par l’application G7, ainsi que la possibilité de faire une évaluation de la prestation après la fin de la course.
La montée en gamme de l’application s’accompagne d’une augmentation de 320 000 des téléchargements; ce sont 2 millions d’utilisateurs et 9.000 chauffeurs de taxis parisiens qui l’utilisent en 2019. 
À l’occasion des Business Performance Awards 2019, Ayming a également récompensé le groupe G7 par le Prix de l’Innovation, pour la numérisation de ses services centrée sur le besoin client. En 2019 toujours, la Harvard Business Review a consacré le succès de la transformation de G7 dans un article intitulé « Digital doesn’t have to be disruptive ».
G7 dispose d’une offre de services dénommée « abonnements » et destinée aux clients fréquents composés de plus de 10 000 entreprises et de plus de 2 500 particuliers. Les clients abonnés de G7 ont accès à trois niveaux de qualité de service : Club Affaires, Service Plus, Service. Ces clients abonnés bénéficient d'une application dédiée offrant 17 types de services et options avec une visualisation en temps réel du temps d'approche et de la durée estimée du trajet.
Afin d’améliorer la multimodalité des transports parisiens et faciliter l’accès aux mobilités douces pour les franciliens, G7 a lancé à l’été 2021 son nouveau service G7 Vélo. Inédite en France, cette option permet aux cyclistes de se déplacer en taxi avec leurs vélos.
Par un décret du 16 mai 2022, le Gouvernement a institué une aide pour les taxis franciliens à l'acquisition ou à la location de véhicules accessibles en fauteuil roulant, électriques ou classés Crit'air 1 et dont les émissions de CO2 sont inférieures ou égales à 170 grammes par kilomètre. Ce décret s’inscrit dans la volonté des pouvoirs publics de rendre les Jeux de Paris 2024 les plus accessibles possibles, faisant état d'un besoin de 1000 véhicules PMR. Toujours en 2022, Taxi G7 réalise 15 millions de courses sur l'année, son record par rapport aux précédentes années.
En 2023, 70 % commandes des clients particuliers sont réalisées sur l’application G7. Toutefois, l'entreprise a maintenu un service de commande par téléphone et site internet. La même année, l'entreprise compte 10.000 taxis affiliés,.

### Soutien aux chauffeurs du groupe
Pendant la crise sanitaire liée au coronavirus, un soutien financier a été accordé aux chauffeurs G7 par la société G7. Grâce à ce soutien financier, les Taxis G7 n’ont perdu aucun chauffeur entre 2019 et 2021 et ont accueilli 400 nouveaux chauffeurs affiliés en 2022.

## Partenariats
G7 a conclu de nombreux partenariats avec des acteurs culturels clés pour faciliter l’accès à la culture grâce à la mobilité, notamment La Seine musicale, la Philharmonie de Paris, La Cérémonie des Molières, Le Festival de Saint-Denis, Paris La Défense Arena, le Musée du Louvre.
En juin 2022, G7 a annoncé son premier partenariat avec Viva Technology, un évènement annuel consacré à l'innovation technologique et aux start-up. À cette occasion, G7 a mis à disposition des organisateurs sa flotte de taxis Green, première flotte de taxis hybrides et électriques d’Europe, pour transporter les organisateurs et les personnalités invitées de la tech mondiale.

## Données
|                                          | 2014   | 2015 | 2016  | 2017   | 2018  | 2019  | 2020  | 2021  | 2022  |
| ---------------------------------------- | ------ | ---- | ----- | ------ | ----- | ----- | ----- | ----- | ----- |
| Chiffre d'affaires (en millions d'euros) | 77     | 75   | 69    | 69     | 75,54 | 79,52 | 57,15 | 64,93 | 84,86 |
| Résultat net (en millions d'euros)       | + 17,2 | + 16 | + 4,7 | + 10,8 | 11,58 | 14,64 | 10,87 | 12,22 | 19,8  |
| Effectif moyen annuel                    | 309    | 301  | 298   | 289    | 260   | 247   | 247   | 234   | nc    |

## Communication

### Logo
{{{annotations}}}
Le dernier logo de G7 date de 2016, faisant désormais l'économie du mot "taxi". « G7 » désigne « Garage 7 », numéro de garage attribué par la préfecture de Paris au début du XXème siècle,.